# 國吉貴博
國吉 貴博（くによし たかひろ、1988年5月28日 - ）は、埼玉県出身の元プロサッカー選手、サッカー指導者。ポジションはミッドフィールダー、ディフェンダー。

## 来歴
埼玉県川越市に生まれ、5歳の頃に栃木県黒磯市へ引っ越す。東那須野中学校を卒業後、静岡学園高校に進学。2,3年時に高円宮杯全日本ユースサッカー選手権大会ベスト16を2度経験。第85回全国高等学校サッカー選手権大会静岡県予選で大会史上初となるMVP、得点王、アシスト王、ベストイレブンを独占。全国大会でも初戦の佐賀東高校戦で2アシスト、3回戦の青森山田高校戦では決勝点をアシストし、チームのベスト8入りに貢献した。杉浦恭平とは、高校の同級生である。
2007年にヴァンフォーレ甲府に入団。入団3年目の2009年に、昇格争いを繰り広げるチームのスーパーサブとして、試合の流れを変える切り札的な役割を果たした。
2011年にサガン鳥栖に期限付き移籍、鳥栖でもスーパーサブとして起用され、第27節千葉戦では、1得点と後半ロスタイムでのアシストを決めて、鳥栖のJ1昇格に貢献。2012年より完全移籍した。
2012年8月、カターレ富山へ期限付き移籍し、2013年からは完全移籍した。
2013年は右サイドハーフとして開幕戦から先発で出場し、同シーズンの出場数は38試合となった。これはフィールドプレーヤーとしては同シーズンのクラブ最多である（全プレーヤーでのクラブ最多はGKである守田達弥の39試合）。
2015年シーズンからはボランチや左サイドバックでも起用された。
2017年11月25日カターレ富山と契約満了が発表された。同年12月に行われたJリーグ合同トライアウト出場したが新たな所属チームを決めず、2018年4月13日に現役を引退した。
引退後は大阪市内でサラリーマンとして働いていたが、大田原市がスポーツ振興に関わる地域おこし協力隊を募集していることを知り、「一番の故郷」である県北地域でサッカー少年の育成に尽力することを決意する。
2019年の春に、大田原市に移住。同年9月3日に、市の地域おこし協力隊に任命されジュニアサッカーチーム、AS栃木bomdebolaでコーチを務めている。

## 所属クラブ
ユース経歴
- 1999年 - 2000年 矢板ボンディボーラ
- 2001年 - 2003年 東那須野中学校
- 2004年 - 2006年 静岡学園高校

プロ経歴
- 2007年 - 2011年 ヴァンフォーレ甲府
  - 2011年 サガン鳥栖 (期限付き移籍)
- 2012年 サガン鳥栖
  - 2012年8月 - 同年12月 カターレ富山 (期限付き移籍)
- 2013年 - 2017年 カターレ富山

## 個人成績
| 国内大会個人成績 | 国内大会個人成績 | 国内大会個人成績 | 国内大会個人成績 | 国内大会個人成績 | 国内大会個人成績 | 国内大会個人成績 | 国内大会個人成績 | 国内大会個人成績 | 国内大会個人成績 | 国内大会個人成績 | 国内大会個人成績 |
| 年度             | クラブ           | 背番号           | リーグ           | リーグ戦         | リーグ戦         | リーグ杯         | リーグ杯         | オープン杯       | オープン杯       | 期間通算         | 期間通算         |
| 年度             | クラブ           | 背番号           | リーグ           | 出場             | 得点             | 出場             | 得点             | 出場             | 得点             | 出場             | 得点             |
| 日本             | 日本             | 日本             | 日本             | リーグ戦         | リーグ戦         | リーグ杯         | リーグ杯         | 天皇杯           | 天皇杯           | 期間通算         | 期間通算         |
| ---------------- | ---------------- | ---------------- | ---------------- | ---------------- | ---------------- | ---------------- | ---------------- | ---------------- | ---------------- | ---------------- | ---------------- |
| 2007             | 甲府             | 37               | J1               | 1                | 0                | 1                | 0                | 1                | 0                | 3                | 0                |
| 2008             | 甲府             | 24               | J2               | 0                | 0                | -                | -                | 0                | 0                | 0                | 0                |
| 2009             | 甲府             | 24               | J2               | 16               | 5                | -                | -                | 1                | 0                | 17               | 5                |
| 2010             | 甲府             | 24               | J2               | 2                | 0                | -                | -                | 1                | 0                | 3                | 0                |
| 2011             | 鳥栖             | 16               | J2               | 24               | 1                | -                | -                | 1                | 0                | 25               | 1                |
| 2012             | 鳥栖             | 16               | J1               | 0                | 0                | 6                | 0                | -                | -                | 6                | 0                |
| 2012             | 富山             | 32               | J2               | 9                | 2                | -                | -                | 1                | 0                | 10               | 2                |
| 2013             | 富山             | 32               | J2               | 38               | 1                | -                | -                | 1                | 0                | 39               | 1                |
| 2014             | 富山             | 16               | J2               | 22               | 0                | -                | -                | 1                | 0                | 23               | 0                |
| 2015             | 富山             | 4                | J3               | 35               | 2                | -                | -                | -                | -                | 35               | 2                |
| 2016             | 富山             | 4                | J3               | 25               | 0                | -                | -                | 0                | 0                | 25               | 0                |
| 2017             | 富山             | 4                | J3               | 24               | 0                | -                | -                | 1                | 1                | 25               | 1                |
| 通算             | 日本             | 日本             | J1               | 1                | 0                | 7                | 0                | 1                | 0                | 9                | 0                |
| 通算             | 日本             | 日本             | J2               | 111              | 9                | -                | -                | 6                | 0                | 117              | 9                |
| 通算             | 日本             | 日本             | J3               | 84               | 2                | -                | -                | 1                | 1                | 85               | 3                |
| 総通算           | 総通算           | 総通算           | 総通算           | 196              | 11               | 7                | 0                | 8                | 1                | 211              | 11               |

- Jリーグ初出場 - 2007年6月30日 J1リーグ第18節 vs名古屋グランパスエイト (瑞穂陸)
- Jリーグ初得点 - 2009年6月14日 J2リーグ第21節 vsロアッソ熊本 (小瀬)